# Roberto Sallouti
Roberto Balls Sallouti (São Paulo, 26 de fevereiro de 1972) é um empresário, economista e filantropo brasileiro. É o atual CEO do BTG Pactual e membro dos conselhos de administração de diversas instituições, como o próprio BTG Pactual, o Banco Pan, o Inteli, a V.tal e a UNICEF Brasil, entre outros.
Sallouti formou-se em economia, com ênfase em Finanças e Marketing pela Universidade da Pensilvânia, Wharton School, em 1994, e ingressou no BTG Pactual no mesmo ano. Em 2021, foi cofundador do Instituto de Tecnologia e Liderança (Inteli).

## Carreira no BTG Pactual
Roberto Sallouti ingressou no banco em 1994 e tornou-se sócio em 1998, sem contar os dois meses em que atuou como estagiário, no verão de 1992.  Foi nomeado Chief Operating Officer (COO) em 2008, sendo responsável anteriormente pelas áreas de renda fixa local e internacional.
Em 2011, o executivo passou a ser membro do Conselho do Banco e, em 2015, foi nomeado CEO do banco.
Sallouti é bacharel em Economia, com especialização em Finanças e Marketing pela Wharton School - Universidade da Pensilvânia. Reconhecido pela sua habilidade na gestão de pessoas, “possui um perfil motivador e espontâneo, que o ajuda a construir união entre equipes e, consequentemente, desenvolver negócios”, segundo a revista Época Negócios.
Sob sua gestão, o banco lançou o BTG Pactual Digital em 2016, visando o fortalecimento da instituição no mercado de varejo. No mercado financeiro, Sallouti trabalhou de forma direta, exclusivamente, no BTG Pactual em toda a sua carreira. No entanto, o executivo participou e participa de Conselhos de instituições, como Mercado Livre (2014 a 2022), Febraban (2017 a 2023) e Banco Pan (desde 2011).

## Filantropia
Como filantropo, Sallouti dedica-se principalmente à educação. Ele é cofundador do Inteli - Instituto de Tecnologia e Liderança, uma universidade sem fins lucrativos comprometida em desenvolver os futuros líderes de tecnologia no Brasil, onde ele concede bolsas de estudo. Além disso, ele apoia iniciativas para alunos de escolas públicas por meio do Instituto V5, do qual também é cofundador, e concede bolsas de estudo em Wharton e na Graded.
O executivo atuou ainda nos Conselhos da BRASA – Brazilian Student Association, Graded - The American School of São Paulo, Recode, MASP, UNICEF Brasil, Parceiros da Educação e The Wharton School.

### MASP
Sallouti é um dos 80 empresários que constituíram um fundo patrimonial de longo prazo para salvar o Museu de Arte de São Paulo (MASP) da falência. Cada um dos empresários assumiu o compromisso de uma doação inicial de R$ 150 mil e de R$ 35 mil anuais.

### Combate à pandemia de COVID-19
O BTG Pactual e seus sócios anunciaram em abril de 2020 uma doação de 50 milhões de reais para projetos de combate à Pandemia de COVID-19 no Brasil, uma das maiores entre os bancos privados. Os recursos serão destinados ao apoio a profissionais de saúde e equipamentos, aumento na capacidade de leitos, suporte aos mais vulneráveis e fomento à testagem em larga escala.

## Prêmios

### Individuais
- Melhor CEO - Nomeado pelo Buy Side and Sell Side da Institutional Investor (2019);[38]

### BTG Pactual em sua gestão
- Melhor banco de Equities Sales do Brasil no ranking da Institutional Investor (2017);[39]
- Eleito como melhor “solução financeira” no Prêmio Master imobiliário do Estadão com o Fundo do BTG Pactual (2017)[40]
- BTG Pactual é 5º maior banco brasileiro, segundo a revista "The Banker" (2017);[41]
- “Melhor Plataforma de Varejo Seletivo” no Prêmio Melhor Banco para Investir (MBI), realizado pelo Centro de Estudos em Finanças da Fundação Getulio Vargas (FGV) em parceria com a Fractal Consult (2018);[42]
- Eleito "Banco mais transparente do Brasil" pelo relatório “As 100 Maiores Empresas e os 10 Maiores Bancos Brasileiros” divulgado pela Transparência Internacional (2018);[43]
- Eleito o "Melhor Banco de Investimentos" no Brasil, no Chile e na Colômbia pela revista britânica World Finance (2018);[44][45][46]
- Melhor Banco de Investimentos no Brasil pela LatinFinance (2019);[47]
- Melhor Banco de Investimentos na América Latina pela LatinFinance (2019);[48]
- Melhor Wealth Management pela LatinFinance (2019);[49]
- Melhor Private Bank no Brasil pela Euromoney, Global Finance e World Finance (2019);[50][51]
- Melhor Banco de Investimentos no Brasil pela Euromoney, World Finance (2019);[52]
- Melhor Banco de Investimentos em Mercados Emergentes pela Euromoney (2019);[53]
- Melhor Time de Research do Brasil e da América Latina pela Institutional investor (2019).[54]
- Melhor Private Bank do Brasil e da Colômbia pela PWM (2021, 2022 e 2023);[55]
- Melhor Wealth Management Provider no Brasil, Chile e Colômbia, pela World Finance (2023 e 2024);
- Melhor banco privado da América Latina para pessoas físicas de alto patrimônio pelo Euromoney (2023)[56]
- Prêmio Consumidor Moderno - Categoria Investimentos (2023)[57]
- Melhor Plataforma do Brasil nas categorias Geral e Varejo, pelo FGV (2023 e 2024)[58]
- Melhor Voluntariado do Ano - BTG Soma - pelo Prêmio Aplaude (2023)[59]
- Top Inovações em Finanças - ESG - pela Global Finance (2023)[60]
- Prêmio Finanças Sustentáveis na América Latina, pela Global Finance, em quatro categorias: Liderança em Finanças Sustentáveis; Liderança em Transparência de Sustentabilidade; Financiamento Sustentável em Mercados Emergentes; Liderança em Títulos Sustentáveis. (2023)[61]
- Melhor Inovação Financeira (boostLAB) pela Global Finance (2020, 2021, 2022, 2023 e 2024)[62][63][64]
- Melhor Banco Privado pelo Euromoney (2022, 2023)[65][66] e Global Finance (2023);
- Melhor Time de Research, Corporate Access, Sales e Trading da América Latina pela Institutional investor (2024);[67]
- Melhor Banco da América Latina e do Brasil pela Global Finance (2024);[68][69]
- Melhor Private Bank da América Latina, Chile e Brasil pela Global Finance (2024);[70]
- Melhor Banco para Sustainable Finance América Latina e Brasil e Melhor Banco para Sustaining Communities e Sustainable Financing in Emerging Markets da América Latina pela Global Finance (2024).[71]